# Bur Senubung
Bur Senubung är ett berg i Indonesien.   Det ligger i provinsen Aceh, i den västra delen av landet, 1 500 km nordväst om huvudstaden Jakarta. Toppen på Bur Senubung är 2 566 meter över havet, eller 68 meter över den omgivande terrängen. Bredden vid basen är 1,1 km.
Terrängen runt Bur Senubung är bergig åt sydväst, men åt nordost är den kuperad.Runt Bur Senubung är det ganska tätbefolkat, med 120 invånare per kvadratkilometer. I omgivningarna runt Bur Senubung växer i huvudsak städsegrön lövskog.